# Richard Lornac
Richard Lornac (ur. 15 września 1955 roku w Paryżu) – francuski pianista, aktor, absolwent École Normale de Musique.
Współpracował z artystami takimi jak: Joe Dassin, Sacha Distel, Renaud i Dorothée. Jego utwór "Petit Jour" byłwykorzystywany w polskich reklamach telewizyjnych Apapu. 
Wystąpił jako aktor w serialach: Salut les musclés (1989), Klub Hawaje (1994-1995) i Les flamboyants (2011).